# FV-1
Die FV-1 ist eine Fernverkehrsstraße auf der Insel Fuerteventura. Sie beginnt im Norden in der Stadt Corralejo und endet in der Inselhauptstadt Puerto del Rosario.

## Das Bauvorhaben

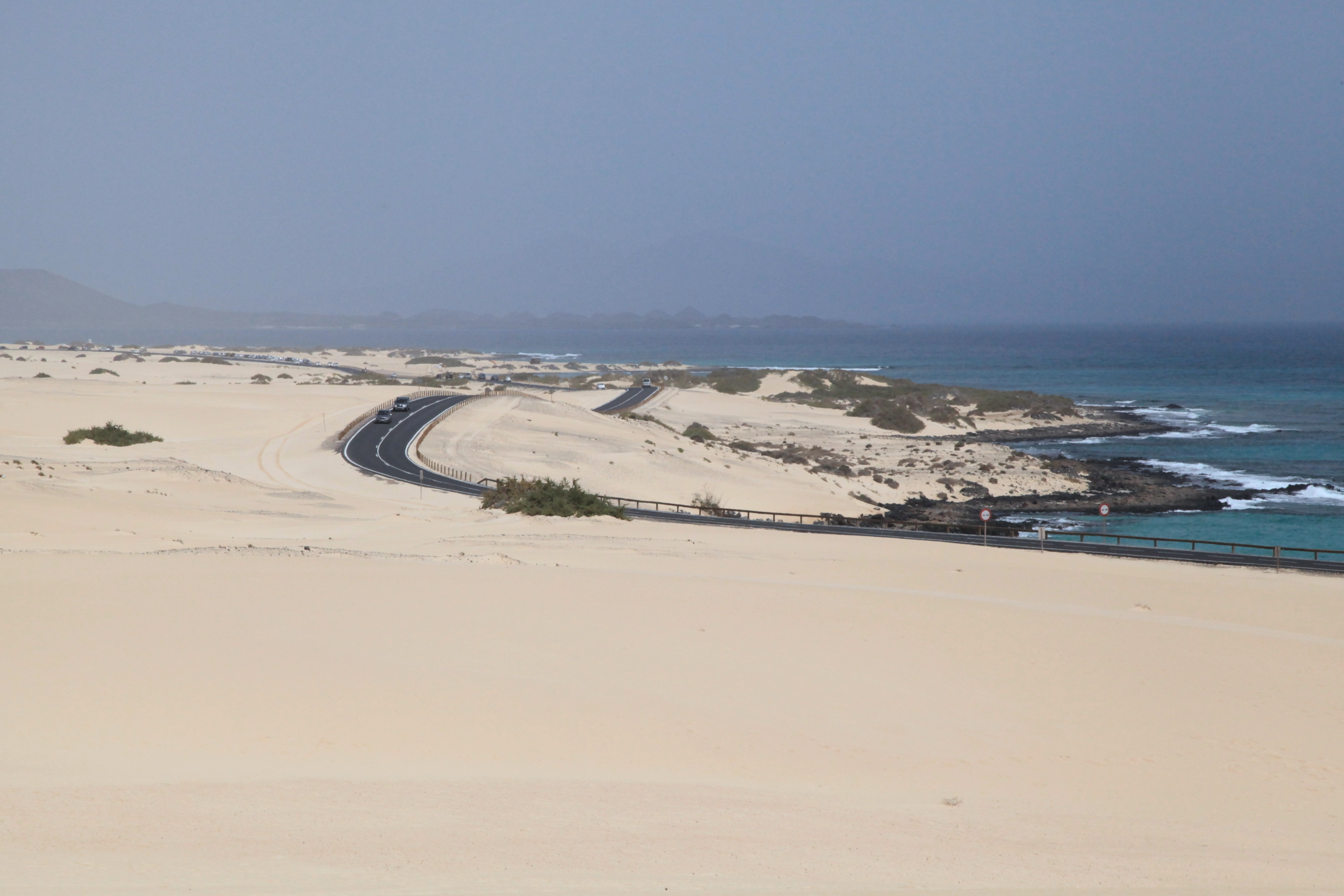
FV-104 im Naturschutzgebiet „Parque Natural de Corralejo“

Die FV-1 gehört zusammen mit der FV-2 zum großen Bauprojekt der Nord-Süd-Autobahn auf Fuerteventura. Ziel ist, eine durchgängig vierspurige Verbindung zwischen Fuerteventuras Norden mit der Stadt Corralejo und Fuerteventuras Süden mit der Stadt Morro Jable zu errichten.
Früher verlief die FV-1 auch durch das Naturschutzgebiet „Parque Natural de Corralejo“. Um den Durchgangsverkehr aus dem Naturschutzgebiet zu lenken, wurde 2017 nach drei Jahren eigentlicher Bauzeit plus fünf Jahren Bauverzögerung als erster Teilabschnitt der Autobahn die vierspurige Umfahrung um das Naturschutzgebiet eröffnet. Im Naturschutzgebiet selber wurde die ehemalige Hauptstraße zunächst in FV-1A und später in FV-104 umbenannt. Die alte Straße war zwischen den Ortschaften Parque Holandes und Corralejo im Jahr 2018 vorübergehend Verkehr gesperrt, da die Schließung der Straße durch das Naturschutzgebiet eigentlich eine Auflage des Umweltgutachtens für den Bau der Autobahn war. Da die Gemeinden die Straße nun allerdings doch erhalten wollten, wurden Gutachten erstellt, um eine dauerhafte Schließung zu verhindern. So wurde die alte Straße im Oktober 2018 als FV-104 wieder für den Verkehr freigegeben.
Der zweite Bauabschnitt beinhaltete den Ausbau eines fünf Kilometer langen Teils der der früheren Verbindungsstraße FV-101 bis zum Ortseingang von Corralejo. Dort wurde neben die bereits bestehende Fahrbahn die zweite Fahrbahn der Autobahn gebaut. Dieser Abschnitt der neuen Autobahn FV-1 wurde im Jahr 2018 fertiggestellt, sodass die Autobahn dann von La Caldereta bis Corralejo durchgängig befahrbar war. Das Projekt hat in der Summe über 60 Millionen Euro gekostet. Nach Abschluss dieser Bauphase wird die FV-101 verkürzt und dann bereits an jenem Kreisverkehr enden, an dem sie auf die FV-109 und auf die Autobahnauffahrt zur FV-1 trifft.

Der dritte Bauabschnittes beinhaltet das 17,5 Kilometer lange verbleibende Teilstück bis Puerto del Rosario. Dieses Projekt soll voraussichtlich 92 Millionen Euro kosten. Der Baubeginn verzögerte sich lange Zeit aufgrund diverser Gründe, sodass die Arbeiten erst im September 2020 beginnen konnten. Ein fünf Kilometer langer Teilabschnitt wurde 2023 dem Verkehr übergeben. Die weiteren 12,5 Kilometer befinden sich im Bau.

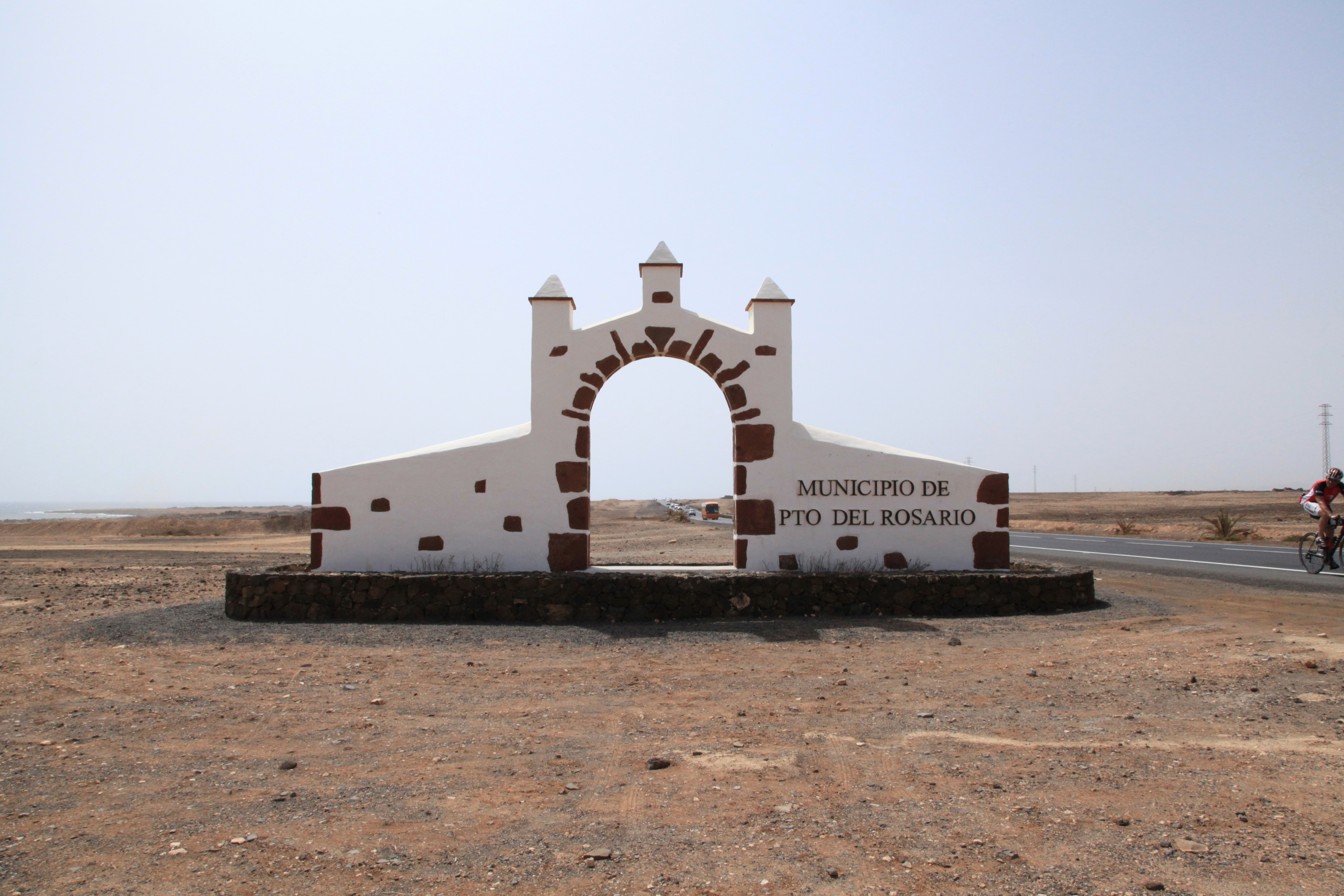
Tor „Municipio de Puerto del Rosario“ an der FV-1

## Straßenverlauf
| Kreuzung/Abfahrt                                                                                        | Straße          | Name der Anschlussstelle                                         | Bemerkung | Bemerkung | Bemerkung |
| --- | --------------- | ---------------------------------------------------------------- | --- | --- | --- |
| |                 | puerto de Corralejo                                              | | | |
| als zweispurige Stadtstaße:                                                                             |                 |                                                                  | | | |
| | Avenida         | FV-1 / Calle Galica                                              | | | |
| als vierspurige Stadtstaße:                                                                             |                 |                                                                  | | | |
| | Avenida         | FV-1 / Avenida Juan Carlos I FV-1 / Lugar Puerto del Morro Jable | | | |
| | Avenida FV-104  | Corralejo grandes playas de Corralejo                            | | | |
| | Avenida         | Geafond                                                          | | | |
| | FV-1            | Beginn der Autovía                                               | Bauphase II (bis 2018) vierspuriger Ausbau der ehemaligen FV-101 auf 4,2 km                                                                  | Bauphase II (bis 2018) vierspuriger Ausbau der ehemaligen FV-101 auf 4,2 km                                                                  | Bauphase II (bis 2018) vierspuriger Ausbau der ehemaligen FV-101 auf 4,2 km                                                                  |
| 25 |                 | La Capellania                                                    | Bauphase II (bis 2018) vierspuriger Ausbau der ehemaligen FV-101 auf 4,2 km                                                                  | Bauphase II (bis 2018) vierspuriger Ausbau der ehemaligen FV-101 auf 4,2 km                                                                  | Bauphase II (bis 2018) vierspuriger Ausbau der ehemaligen FV-101 auf 4,2 km                                                                  |
| 22 | FV-109 FV-101   | Lajares El Cotillo Villaverde La Olivia                          | Bauphase I (2009–2017) vierspuriger Straßenneubau auf 12,9 km                                                                                | Bauphase I (2009–2017) vierspuriger Straßenneubau auf 12,9 km                                                                                | Bauphase I (2009–2017) vierspuriger Straßenneubau auf 12,9 km                                                                                |
| 15 Abfahrt ausschließlich in Richtung Puerto del Rosario, Auffahrt ausschließlich in Richtung Corralejo | zur FV-104      | Villaverde Parque Hollandes                                      | Bauphase III.a (2020–2022) Neubau Abfahrt | Bauphase III.a (2020–2022) Neubau Abfahrt | Bauphase III.a (2020–2022) Neubau Abfahrt |
| | FV-102          | Caldereta La Oliva                                               | Bauphase III.b (2020–2023) Umbau Abfahrt La Olivia, vierspuriger Straßenneubau auf 4 km                                                      | Bauphase III.b (2020–2023) Umbau Abfahrt La Olivia, vierspuriger Straßenneubau auf 4 km                                                      | Bauphase III.b (2020–2023) Umbau Abfahrt La Olivia, vierspuriger Straßenneubau auf 4 km                                                      |
| | FV-214          | Guisguey                                                         | Bauphase III.b (2020–2023) Umbau Abfahrt La Olivia, vierspuriger Straßenneubau auf 4 km                                                      | Bauphase III.b (2020–2023) Umbau Abfahrt La Olivia, vierspuriger Straßenneubau auf 4 km                                                      | Bauphase III.b (2020–2023) Umbau Abfahrt La Olivia, vierspuriger Straßenneubau auf 4 km                                                      |
| |                 | weiter auf alter Trasse (zweispurig)                             | Bauphase III.c (voraussichtlich bis 2024) vierspuriger Straßenneubau bis zur FV-3, vierspuriger Ausbau der FV-3, Umwidmung der FV-3 zur FV-1 | Bauphase III.c (voraussichtlich bis 2024) vierspuriger Straßenneubau bis zur FV-3, vierspuriger Ausbau der FV-3, Umwidmung der FV-3 zur FV-1 | Bauphase III.c (voraussichtlich bis 2024) vierspuriger Straßenneubau bis zur FV-3, vierspuriger Ausbau der FV-3, Umwidmung der FV-3 zur FV-1 |
| | FV-104          | Parque Hollandes                                                 | | FV-10 | La Olivia |
| | Avenida         | Puerto Lajas                                                     | | FV-20 | Antigua |
| | FV-230          | Rosa de la Monja                                                 | | | aeropuerto |
| | FV-3            | Umfahrung Puerto del Rosario                                     | | FV-2 | Übergang in FV-2 |
| | Avenida Avenida | Calle Barquillos Paraje Rosa De la Arena                         | | FV-2 | Übergang in FV-2 |
| FV-1 | Ende der Straße | weiterhin vierspurig                                             | | FV-2 | |